# Gadila dominguensis
Gadila dominguensis is een Scaphopodasoort uit de familie van de Gadilidae. De wetenschappelijke naam van de soort is voor het eerst geldig gepubliceerd in 1853 door d’Orbigny.